# Coppa Davis 2007 Zona Americana
La Zona Americana (Americas Zone) è una delle 3 divisioni zonali nell'ambito della Coppa Davis 2007. Essa è a sua volta suddivisa in quattro gruppi:Group I, Group II, Group III, Group IV

## Gruppo I
|                                                          | Play-off 2º turno 21-23 settembre                        | Play-off 2º turno 21-23 settembre                        | Play-off 2º turno 21-23 settembre                        |                                                          |  | Play-off 1º turno 20-22 luglio | Play-off 1º turno 20-22 luglio | Play-off 1º turno 20-22 luglio |                            |                                    | 1º turno 9-11 febbraio             | 1º turno 9-11 febbraio             | 1º turno 9-11 febbraio             |                                    |                                                 | 2º turno 6-8 aprile                             | 2º turno 6-8 aprile                             | 2º turno 6-8 aprile                             |                                                 |                                |
|                                                          |                                                          |                                                          |                                                          |                                                          |  |                                |                                |                                |                            |                                    |                                    |                                    |                                    |                                    |                                                 |                                                 |                                                 |                                                 |                                                 |                                |
|                                                          |                                                          |                                                          |                                                          |                                                          |  |                                |                                |                                |                            |                                    |                                    |                                    |                                    |                                    |                                                 |                                                 |                                                 |                                                 |                                                 |                                |
|                                                          |                                                          |                                                          |                                                          |                                                          |  |                                |                                |                                |                            |                                    | S                                  | Messico                            |                                    |                                    |                                                 |                                                 |                                                 |                                                 |                                                 |                                |
|                                                          |                                                          |                                                          |                                                          |                                                          |  | Metepec, Messico (Cemento)     | Metepec, Messico (Cemento)     | Metepec, Messico (Cemento)     | Metepec, Messico (Cemento) |                                    |                                    | bye                                |                                    |                                    |                                                 | =Asia, Perù (Terra)                             | =Asia, Perù (Terra)                             | =Asia, Perù (Terra)                             | =Asia, Perù (Terra)                             | =Asia, Perù (Terra)            |
|                                                          |                                                          |                                                          |                                                          |                                                          |  | S                              | Messico                        | 5                              |                            |                                    |                                    |                                    |                                    |                                    | S                                               | Messico                                         | 2                                               |                                                 |                                                 |                                |
|                                                          |                                                          |                                                          |                                                          |                                                          |  |                                | Venezuela                      | 0                              |                            | Asia, Perù (Terra)                 | Asia, Perù (Terra)                 | Asia, Perù (Terra)                 | Asia, Perù (Terra)                 |                                    |                                                 | Perù                                            | 3                                               |                                                 |                                                 |                                |
|                                                          |                                                          |                                                          |                                                          |                                                          |  |                                |                                |                                |                            |                                    | Venezuela                          | 2                                  |                                    |                                    |                                                 |                                                 |                                                 |                                                 |                                                 |                                |
|                                                          | Valencia, Venezuela (Cemento)                            | Valencia, Venezuela (Cemento)                            | Valencia, Venezuela (Cemento)                            | Valencia, Venezuela (Cemento)                            |  |                                |                                |                                |                            |                                    | Perù                               | 3                                  |                                    |                                    |                                                 |                                                 |                                                 |                                                 |                                                 |                                |
|                                                          |                                                          | Venezuela                                                | 1                                                        |                                                          |  |                                |                                |                                |                            |                                    |                                    |                                    |                                    |                                    |                                                 |                                                 |                                                 |                                                 |                                                 |                                |
|                                                          |                                                          | Colombia                                                 | 4                                                        |                                                          |  |                                |                                |                                |                            | Calgary, Canada (Sintetico indoor) | Calgary, Canada (Sintetico indoor) | Calgary, Canada (Sintetico indoor) | Calgary, Canada (Sintetico indoor) | Calgary, Canada (Sintetico indoor) |                                                 |                                                 |                                                 |                                                 |                                                 |                                |
|                                                          |                                                          |                                                          |                                                          |                                                          |  |                                |                                |                                |                            |                                    |                                    | Colombia                           | 0                                  |                                    |                                                 |                                                 |                                                 |                                                 |                                                 |                                |
|                                                          |                                                          |                                                          |                                                          |                                                          |  |                                |                                |                                |                            |                                    |                                    | Canada                             | 5                                  |                                    |                                                 | Florianópolis, Brasile (Terra)                  | Florianópolis, Brasile (Terra)                  | Florianópolis, Brasile (Terra)                  | Florianópolis, Brasile (Terra)                  | Florianópolis, Brasile (Terra) |
|                                                          |                                                          |                                                          |                                                          |                                                          |  | Colombia                       |                                |                                |                            |                                    |                                    |                                    |                                    |                                    | Canada                                          | 1                                               |                                                 |                                                 |                                                 |                                |
|                                                          |                                                          |                                                          |                                                          |                                                          |  |                                | bye                            |                                |                            |                                    |                                    |                                    |                                    |                                    | S                                               | Brasile                                         | 3                                               |                                                 |                                                 |                                |
|                                                          |                                                          |                                                          |                                                          |                                                          |  |                                |                                |                                |                            |                                    | bye                                |                                    |                                    |                                    |                                                 |                                                 |                                                 |                                                 |                                                 |                                |
|                                                          |                                                          |                                                          |                                                          |                                                          |  |                                |                                |                                |                            |                                    | S                                  | Brasile                            |                                    |                                    |                                                 |                                                 |                                                 |                                                 |                                                 |                                |
| Venezuela retrocessa al Group II della Coppa Davis 2008. | Venezuela retrocessa al Group II della Coppa Davis 2008. | Venezuela retrocessa al Group II della Coppa Davis 2008. | Venezuela retrocessa al Group II della Coppa Davis 2008. | Venezuela retrocessa al Group II della Coppa Davis 2008. |  |                                |                                |                                |                            |                                    |                                    |                                    |                                    |                                    | Perù e Brasile ammesse ai World Group Play-off. | Perù e Brasile ammesse ai World Group Play-off. | Perù e Brasile ammesse ai World Group Play-off. | Perù e Brasile ammesse ai World Group Play-off. | Perù e Brasile ammesse ai World Group Play-off. |                                |

## Gruppo II
|                                                                 | Play-off 6-8 aprile                                             | Play-off 6-8 aprile                                             | Play-off 6-8 aprile                                             |                                                                 |                                 | 1º turno 9-11 febbraio                         | 1º turno 9-11 febbraio                         | 1º turno 9-11 febbraio                         |                                                |                                                | 2º turno 6-8 aprile             | 2º turno 6-8 aprile             | 2º turno 6-8 aprile             |                                 |                                                     | 3º turno 21-23 settembre                            | 3º turno 21-23 settembre                            | 3º turno 21-23 settembre                            |                                                     |                            |
|                                                                 |                                                                 |                                                                 |                                                                 |                                                                 |                                 |                                                |                                                |                                                |                                                |                                                |                                 |                                 |                                 |                                 |                                                     |                                                     |                                                     |                                                     |                                                     |                            |
|                                                                 |                                                                 |                                                                 |                                                                 |                                                                 |                                 | Guayaquil, Ecuador (Terra)                     |                                                |                                                |                                                |                                                |                                 |                                 |                                 |                                 |                                                     |                                                     |                                                     |                                                     |                                                     |                            |
|                                                                 |                                                                 |                                                                 |                                                                 |                                                                 |                                 | S                                              | Ecuador                                        | 5                                              |                                                |                                                |                                 |                                 |                                 |                                 |                                                     |                                                     |                                                     |                                                     |                                                     |                            |
|                                                                 | Kingston, Giamaica (Cemento)                                    | Kingston, Giamaica (Cemento)                                    | Kingston, Giamaica (Cemento)                                    | Kingston, Giamaica (Cemento)                                    |                                 |                                                | Antille Olandesi                               | 0                                              |                                                |                                                | Punta del Este, Uruguay (Terra) | Punta del Este, Uruguay (Terra) | Punta del Este, Uruguay (Terra) | Punta del Este, Uruguay (Terra) | Punta del Este, Uruguay (Terra)                     |                                                     |                                                     |                                                     |                                                     |                            |
|                                                                 |                                                                 | Antille Olandesi                                                | 5                                                               |                                                                 |                                 |                                                |                                                |                                                |                                                | S                                              | Ecuador                         | 0                               |                                 |                                 |                                                     |                                                     |                                                     |                                                     |                                                     |                            |
|                                                                 |                                                                 | Giamaica                                                        | 0                                                               |                                                                 | Punta del Este, Uruguay (Terra) | Punta del Este, Uruguay (Terra)                | Punta del Este, Uruguay (Terra)                | Punta del Este, Uruguay (Terra)                |                                                | S                                              | Uruguay                         | 5                               |                                 |                                 |                                                     |                                                     |                                                     |                                                     |                                                     |                            |
|                                                                 |                                                                 |                                                                 |                                                                 |                                                                 | S                               | Uruguay                                        | 5                                              |                                                |                                                |                                                |                                 |                                 |                                 |                                 |                                                     |                                                     |                                                     |                                                     |                                                     |                            |
|                                                                 |                                                                 |                                                                 |                                                                 |                                                                 |                                 |                                                | Giamaica                                       | 0                                              |                                                |                                                |                                 |                                 |                                 |                                 |                                                     | Asunción, Paraguay (Terra)                          | Asunción, Paraguay (Terra)                          | Asunción, Paraguay (Terra)                          | Asunción, Paraguay (Terra)                          | Asunción, Paraguay (Terra) |
|                                                                 |                                                                 |                                                                 |                                                                 |                                                                 |                                 |                                                |                                                |                                                |                                                |                                                |                                 |                                 |                                 |                                 |                                                     | S                                                   | Uruguay                                             | 3                                                   |                                                     |                            |
|                                                                 |                                                                 |                                                                 |                                                                 |                                                                 |                                 | Santo Domingo, Repubblica Dominicana (Cemento) | Santo Domingo, Repubblica Dominicana (Cemento) | Santo Domingo, Repubblica Dominicana (Cemento) | Santo Domingo, Repubblica Dominicana (Cemento) | Santo Domingo, Repubblica Dominicana (Cemento) |                                 |                                 |                                 |                                 |                                                     | S                                                   | Paraguay                                            | 0                                                   |                                                     |                            |
|                                                                 |                                                                 |                                                                 |                                                                 |                                                                 |                                 |                                                | El Salvador                                    | 1                                              |                                                |                                                |                                 |                                 |                                 |                                 |                                                     |                                                     |                                                     |                                                     |                                                     |                            |
|                                                                 | Santa Tecla, El Salvador (Terra)                                | Santa Tecla, El Salvador (Terra)                                | Santa Tecla, El Salvador (Terra)                                | Santa Tecla, El Salvador (Terra)                                |                                 | S                                              | Rep. Dominicana                                | 4                                              |                                                |                                                | Lambaré, Paraguay (Terra)       | Lambaré, Paraguay (Terra)       | Lambaré, Paraguay (Terra)       | Lambaré, Paraguay (Terra)       | Lambaré, Paraguay (Terra)                           |                                                     |                                                     |                                                     |                                                     |                            |
|                                                                 |                                                                 | El Salvador                                                     | 4                                                               |                                                                 |                                 |                                                |                                                |                                                |                                                | S                                              | Rep. Dominicana                 | 1                               |                                 |                                 |                                                     |                                                     |                                                     |                                                     |                                                     |                            |
|                                                                 |                                                                 | Cuba                                                            | 1                                                               |                                                                 | Asunción, Paraguay (Terra)      | Asunción, Paraguay (Terra)                     | Asunción, Paraguay (Terra)                     | Asunción, Paraguay (Terra)                     |                                                | S                                              | Paraguay                        | 3                               |                                 |                                 |                                                     |                                                     |                                                     |                                                     |                                                     |                            |
|                                                                 |                                                                 |                                                                 |                                                                 |                                                                 |                                 | Cuba                                           | 0                                              |                                                |                                                |                                                |                                 |                                 |                                 |                                 |                                                     |                                                     |                                                     |                                                     |                                                     |                            |
|                                                                 |                                                                 |                                                                 |                                                                 |                                                                 |                                 | S                                              | Paraguay                                       | 5                                              |                                                |                                                |                                 |                                 |                                 |                                 |                                                     |                                                     |                                                     |                                                     |                                                     |                            |
| Giamaica e Cuba retrocesse al Group III della Coppa Davis 2008. | Giamaica e Cuba retrocesse al Group III della Coppa Davis 2008. | Giamaica e Cuba retrocesse al Group III della Coppa Davis 2008. | Giamaica e Cuba retrocesse al Group III della Coppa Davis 2008. | Giamaica e Cuba retrocesse al Group III della Coppa Davis 2008. |                                 |                                                |                                                |                                                |                                                |                                                |                                 |                                 |                                 |                                 | Uruguay promossa al Group I della Coppa Davis 2008. | Uruguay promossa al Group I della Coppa Davis 2008. | Uruguay promossa al Group I della Coppa Davis 2008. | Uruguay promossa al Group I della Coppa Davis 2008. | Uruguay promossa al Group I della Coppa Davis 2008. |                            |

## Gruppo III
Località: Federación Nacional de Tenis de Guatemala, Città del Guatemala, Guatemala (Cemento)

Date: 20-24 giugno
|   | Pool A          | BAH | GUA | BAR | HAI |   |                  | Pool B | BOL | PUR | PAN | CRC |
| 1 | Bahamas (3-0)   |     | 3-0 | 2-1 | 3-0 | 1 | Bolivia (3-0)    |        | 3-0 | 3-0 | 3-0 |     |
| 2 | Guatemala (2-1) | 0-3 |     | 3-0 | 3-0 | 2 | Porto Rico (2-1) | 0-3    |     | 3-0 | 2-1 |     |
| 3 | Barbados (1-2)  | 1-2 | 0-3 |     | 3-0 | 3 | Panama (1-2)     | 0-3    | 0-3 |     | 2-1 |     |
| 4 | Haiti (0-3)     | 0-3 | 0-3 | 0-3 |     | 4 | Costa Rica (0-3) | 0-3    | 1-2 | 1-2 |     |     |

|   | 1st-4° Play-off  | BAH | BOL | PUR | GUA |   |                  | 5°-8° Play-off | BAR | PAN | HAI | CRC |
| 1 | Bahamas (3-0)    |     | 2-1 | 2-1 | 3-0 | 1 | Barbados (2-1)   |                | 3-0 | 3-0 | 0-3 |     |
| 2 | Bolivia (2-1)    | 1-2 |     | 3-0 | 2-0 | 2 | Panama (2-1)     | 0-3            |     | 2-0 | 2-1 |     |
| 3 | Porto Rico (1-2) | 1-2 | 0-3 |     | 2-1 | 3 | Haiti (1-2)      | 0-3            | 0-2 |     | 2-1 |     |
| 4 | Guatemala (0-3)  | 0-3 | 0-2 | 1-2 |     | 4 | Costa Rica (1-2) | 3-0            | 1-2 | 1-2 |     |     |

- Bahamas e Bolivia promosse al Gruppo II della Coppa Davis 2008.
- Haiti e Costa Rica retrocesse nel Gruppo IV della Coppa Davis 2008.

## Gruppo IV
Località: Federación Nacional de Tenis de Guatemala, Città del Guatemala, Guatemala (Cemento)

Date: 20-24 giugno

Ritirate: Bermuda, Caraibi Orientali, Saint Lucia
|   |                               | ARU | HON | ISV | TRI |
| 1 | Aruba (3-0)                   |     | 2-1 | 2-1 | 2-1 |
| 2 | Honduras (2-1)                | 1-2 |     | 2-1 | 2-1 |
| 3 | Isole Vergini Americane (1-2) | 1-2 | 1-2 |     | 2-1 |
| 4 | Trinidad e Tobago (0-3)       | 1-2 | 1-2 | 1-2 |     |

- Aruba e Honduras promosse al Gruppo III della Coppa Davis 2008.